# کورالس (بویاکا)
کورالس (انگلیسی: Corrales, Boyacá) یک منطقهٔ مسکونی در کلمبیا است.